# Apollon Limassol w europejskich pucharach
Występy w europejskich pucharach cypryjskiego klubu piłkarskiego Apollon Limassol.
Legenda do wszystkich tabel:
- Q – runda eliminacyjna, 1/16, 1/8, 1/4, 1/2 – odpowiednia faza rozgrywek, Grupa – runda grupowa, 1r gr – pierwsza runda grupowa, 2r gr – druga runda grupowa, F – finał, R – runda, PO – play-off
- k. – rzuty karne, los. – losowanie, Dogr. – dogrywka, w. – zasada bramek strzelonych na wyjeździe

## Wykaz spotkań pucharowych

### 1966−2000
| Sezon   | Rozgrywki                 | Runda | Przeciwnik            | Dom | Wyjazd | Ogólnie     |
| ------- | ------------------------- | ----- | --------------------- | --- | ------ | ----------- |
| 1966/67 | Puchar Zdobywców Pucharów | 1R    | Standard Liège        | 0–1 | 1–5    | 1–6         |
| 1967/68 | Puchar Zdobywców Pucharów | 1R    | Győri ETO             | 0–4 | 0–5    | 0–9         |
| 1982/83 | Puchar Zdobywców Pucharów | 1R    | FC Barcelona          | 1–1 | 0–8    | 1–9         |
| 1984/85 | Puchar UEFA               | 1R    | Bohemians             | 2–2 | 1–6    | 3–8         |
| 1986/87 | Puchar Zdobywców Pucharów | 1R    | Malmö FF              | 2–1 | 0–6    | 2–7         |
| 1989/90 | Puchar UEFA               | 1R    | Real Saragossa        | 0–3 | 1–1    | 1–4         |
| 1991/92 | Puchar Europy             | 1R    | Universitatea Krajowa | 3–0 | 0–2    | 3–2         |
| 1991/92 | Puchar Europy             | 2R    | FK Crvena zvezda      | 0–2 | 1–3    | 1–5         |
| 1992/93 | Puchar Zdobywców Pucharów | 1R    | Liverpool             | 1–2 | 1–6    | 2–8         |
| 1993/94 | Puchar UEFA               | 1R    | Vác FC                | 4–0 | 0–2    | 4–2         |
| 1993/94 | Puchar UEFA               | 2R    | Inter Mediolan        | 3–3 | 0–1    | 3–4         |
| 1994/95 | Puchar UEFA               | Q     | Teuta Durrës          | 4–2 | 4–1    | 8–3         |
| 1994/95 | Puchar UEFA               | 1R    | FC Sion               | 1–3 | 3–2    | 4–5, Dogr.  |
| 1997/98 | Puchar UEFA               | 1Q    | MYPA                  | 3–0 | 1–1    | 4–1         |
| 1997/98 | Puchar UEFA               | 2Q    | RE Mouscron           | 0–0 | 0–3    | 0–3         |
| 1998/99 | Puchar Zdobywców Pucharów | Q     | Ekranas Poniewież     | 3–3 | 2–1    | 5–4         |
| 1998/99 | Puchar Zdobywców Pucharów | 1R    | Baumit Jablonec       | 2–1 | 1–2    | 3–3, k: 4–3 |
| 1998/99 | Puchar Zdobywców Pucharów | 2R    | Panionios GSS         | 0–1 | 2–3    | 2–4         |

### 2001−2020
| Sezon   | Rozgrywki     | Runda   | Przeciwnik               | Dom | Wyjazd | Ogólnie    |
| ------- | ------------- | ------- | ------------------------ | --- | ------ | ---------- |
| 2001/02 | Puchar UEFA   | Q       | Tirana                   | 3–1 | 2–3    | 5–4        |
| 2001/02 | Puchar UEFA   | 1R      | AFC Ajax                 | 0–3 | 0–2    | 0–5        |
| 2006/07 | Liga Mistrzów | 1Q      | Cork City                | 1–1 | 0–1    | 1–2        |
| 2010/11 | Liga Europy   | 3Q      | Sibir Nowosybirsk        | 2–1 | 0–1    | 2–2, w.    |
| 2013/14 | Liga Europy   | PO      | OGC Nice                 | 2–0 | 0–1    | 2–1        |
| 2013/14 | Liga Europy   | Grupa J | Trabzonspor              | 1–2 | 2–4    | 3. miejsce |
| 2013/14 | Liga Europy   | Grupa J | Legia Warszawa           | 0–2 | 1–0    | 3. miejsce |
| 2013/14 | Liga Europy   | Grupa J | S.S. Lazio               | 0–0 | 1–2    | 3. miejsce |
| 2014/15 | Liga Europy   | PO      | Lokomotiw Moskwa         | 1–1 | 4–1    | 5–2        |
| 2014/15 | Liga Europy   | Grupa A | FC Zürich                | 3–2 | 1–3    | 4. miejsce |
| 2014/15 | Liga Europy   | Grupa A | Villarreal CF            | 0–2 | 0–4    | 4. miejsce |
| 2014/15 | Liga Europy   | Grupa A | Borussia Mönchengladbach | 0–2 | 0–5    | 4. miejsce |
| 2015/16 | Liga Europy   | 1Q      | Saxan                    | 2–0 | 2–0    | 4–0        |
| 2015/16 | Liga Europy   | 2Q      | FK Trakai                | 4–0 | 0–0    | 4–0        |
| 2015/16 | Liga Europy   | 3Q      | FK Qəbələ                | 1–1 | 0–1    | 1–2        |
| 2016/17 | Liga Europy   | 3Q      | Grasshopper              | 3–3 | 1–2    | 4–5        |
| 2017/18 | Liga Europy   | 2Q      | Zarea Bielce             | 3–0 | 2–1    | 5–1        |
| 2017/18 | Liga Europy   | 3Q      | Aberdeen                 | 2–0 | 1–2    | 3–2        |
| 2017/18 | Liga Europy   | PO      | Midtjylland              | 3–2 | 1–1    | 4–3        |
| 2017/18 | Liga Europy   | Grupa E | Olympique Lyon           | 1–1 | 0–4    | 4. miejsce |
| 2017/18 | Liga Europy   | Grupa E | Everton                  | 0–3 | 2–2    | 4. miejsce |
| 2017/18 | Liga Europy   | Grupa E | Atalanta BC              | 1–1 | 1–3    | 4. miejsce |
| 2018/19 | Liga Europy   | 1Q      | Stumbras Kowno           | 2–0 | 0–1    | 2–1        |
| 2018/19 | Liga Europy   | 2Q      | Željezničar              | 3–1 | 2–1    | 5–2        |
| 2018/19 | Liga Europy   | 3Q      | Dynama Brześć            | 4–0 | 0–1    | 4–1        |
| 2018/19 | Liga Europy   | PO      | FC Basel                 | 1–0 | 2–3    | 3–3, w.    |
| 2018/19 | Liga Europy   | Grupa H | S.S. Lazio               | 2–0 | 1–2    | 3. miejsce |
| 2018/19 | Liga Europy   | Grupa H | Olympique Marsylia       | 2–2 | 3–1    | 3. miejsce |
| 2018/19 | Liga Europy   | Grupa H | Eintracht Frankfurt      | 2–3 | 0–2    | 3. miejsce |
| 2019/20 | Liga Europy   | 1Q      | Kauno Žalgiris           | 4–0 | 2–0    | 6–0        |
| 2019/20 | Liga Europy   | 2Q      | Shamrock Rovers          | 3–1 | 1–2    | 4–3, Dogr. |
| 2019/20 | Liga Europy   | 3Q      | Austria Wiedeń           | 3–1 | 2–1    | 5–2        |
| 2019/20 | Liga Europy   | PO      | PSV Eindhoven            | 0–4 | 0–3    | 0–7        |

### 2021–
| Sezon   | Rozgrywki               | Runda   | Klub              | Dom     | Wyjazd  | Ogólnie     |
| ------- | ----------------------- | ------- | ----------------- | ------- | ------- | ----------- |
| 2020/21 | Liga Europy             | 1Q      | Saburtalo Tbilisi | 5–1 (D) | 5–1 (D) | 5–1 (D)     |
| 2020/21 | Liga Europy             | 2Q      | OFI 1925          | 1–0 (W) | 1–0 (W) | 1–0 (W)     |
| 2020/21 | Liga Europy             | 3Q      | Lech Poznań       | 0–5 (D) | 0–5 (D) | 0–5 (D)     |
| 2021/22 | Liga Konferencji Europy | 2Q      | MŠK Žilina        | 1–3     | 2–2     | 3–5         |
| 2022/23 | Liga Mistrzów           | 3Q      | Maccabi Hajfa     | 2–0     | 0–4     | 2–4         |
| 2022/23 | Liga Europy             | PO      | Olympiakos        | 1–1     | 1–1     | 2–2, k: 1–3 |
| 2022/23 | Liga Konferencji Europy | Grupa E | FC Vaduz          | 1–0     | 0–0     | 3. miejsce  |
| 2022/23 | Liga Konferencji Europy | Grupa E | SK Dnipro-1       | 1–3     | 0–1     | 3. miejsce  |
| 2022/23 | Liga Konferencji Europy | Grupa E | AZ Alkmaar        | 1–0     | 2–3     | 3. miejsce  |